# SkyGunner
SkyGunner est un jeu vidéo de simulation de vol de combat développé par PixelArts et édité par Sony Computer Entertainment, sorti en 2001 sur PlayStation 2.

## Accueil
- Edge : 6/10[1]
- Electronic Gaming Monthly : 8,33/10[2]
- Famitsu : 29/40[3]
- Game Informer : 6,5/10[4]
- GameSpot : 7,2/10[5]
- GameZone : 8,2/10[6]
- IGN : 7,8/10[7]